# Hans Blokland
Johannes (Hans) Blokland (ur. 5 marca 1943 w Oegstgeest) – holenderski polityk, deputowany do Parlamentu Europejskiego (1994–2009).

## Życiorys
W 1970 został absolwentem ekonomii w Nederlandse Economische Hogeschool. W 1976 w tej samej dziedzinie uzyskał stopień naukowy doktora. Był pracownikiem naukowym holenderskiego instytutu ekonomii, a także wykładowcą na Uniwersytecie Erazma w Rotterdamie. Pracował także jako dyrektor działu planowania w jednej z krajowych agencji, a także jako kierownik działu badań w centralnym biurze statystycznym. Od 1987 do 2000 wchodził w skład komitetu doradczego ds. obcokrajowców przy ministrze sprawiedliwości.
Należał do Politycznej Ligi Protestantów (GPV), pełnił w niej szereg funkcji, dochodząc do stanowiska jej przewodniczącego (1984–1994). Przez dwadzieścia lat (od 1974) zasiadał w radzie miejscowości Kapelle, był też członkiem rady prowincji Holandia Południowa (1982–1999). W 2001 wraz z GPV przystąpił do ChristenUnie.
W 1994, 1999 i 2004 uzyskiwał mandat posła do Parlamentu Europejskiego IV, V i VI kadencji. Był współprzewodniczącym Grupy Niezależnych na rzecz Europy Narodów (1997–1999), następnie Grupy na rzecz Europy Demokracji i Różnorodności (do 2004). W VI kadencji należał do frakcji Niepodległość i Demokracja. Pracował m.in. w Komisji Wolności Obywatelskich, Sprawiedliwości i Spraw Wewnętrznych, a także w Komisji Ochrony Środowiska Naturalnego, Zdrowia Publicznego i Bezpieczeństwa Żywności. W PE zasiadał do 2009.